# 大沢姉妹
大沢姉妹（おおさわしまい、旧字体: 大澤姊妹）は日本の水泳・女子飛込競技の姉妹アスリートである。姉、井川 政代（いがわ まさよ、旧姓: 大沢 政代 (旧字体: 大澤 政代) 、1913年〈大正2年〉4月29日 – 1946年〈昭和21年〉1月1日）は1936年ベルリンオリンピックに出場し、 女子3m飛板飛込（ドイツ語版）で6位、10m高飛込（ドイツ語版）で14位に入賞した。妹、西沢 礼子（にしざわ れいこ、旧姓: 大沢 礼子、旧字体: 大澤 禮子、西澤 禮子、1915年〈大正4年〉11月28日 - 2010年〈平成22年〉）も、ともにベルリンオリンピックに出場し、女子10m高飛込（ドイツ語版）で4位に入賞している。姉、政代は「唯一の女性『戦没オリンピアン』」として知られる。

## 生涯

### 生い立ち
東京府豊多摩郡高円寺（現在の東京都杉並区高円寺）出身、旧与板藩士の流れをくむ資産家の家庭で生まれ育った。実家には庭球場や運動場、弓道場、土俵を備えており、体育、スポーツには幼い頃から親しんでいた。多摩川近くにあった水泳場に通っていたこともあり、次第に水泳に興味を持つようになった政代は、1930年頃、九段精華高等女学校卒業後に日本大学の監督に評価されて1932年のロサンゼルスオリンピック代表入りを目標に据え置いた。ロス五輪代表への夢は叶わなかったが、選考会を観ていた妹、礼子が姉の様子に鼓舞されたことで、姉妹二人での五輪出場を目指すようになった。しかし、父の経済的援助を受けられなかったため、政代は三省堂・三省堂書店で、礼子は美津濃（現: ミズノ）で働くようになる。働きながら、日大のほか、明治神宮外苑水泳場や当時珍しかった室内温水プールを備えていたYMCA（基督教青年会）東京キリスト教青年会会館東京体育館やYWCA（基督教女子青年会）駿河台会館、東京府立第六高等女学校等での練習を重ね、日本代表に選出され、ベルリンオリンピックへの姉妹での同時出場を勝ち取った。

### ベルリン五輪
ベルリンへはシベリア鉄道を経由して到着。この長い鉄道旅の間は列車内にいわば「缶詰」状態で、特にソ連領内では窓も締め切られ、カメラも当局に一時差し押さえられるなど車内にも徹底した情報統制が敷かれており、風呂には入れず、日本の女子水泳選手団はベルリンに着くとすぐにプールに飛び込んだといわれる。開会式の入場では陸上の大島鎌吉が旗手を務め、大沢ら女子水泳選手団は大日本体育協会の役員を挟んでその後ろを歩いた。しかし、後続の帝国軍人の多い男子馬術競技選手団から不満の声が漏れ、同じく馬術選手だった西竹一大尉から「申し訳ない、気にするな」といった謝罪の言葉を受けている。
ベルリンオリンピックでは政代が女子3m飛板飛込（ドイツ語版）で6位、10m高飛込（ドイツ語版）で14位入賞、礼子が女子10m高飛込（ドイツ語版）で4位入賞という成績を収めている。当時、政代は23歳、礼子は20歳であった。同じ飛び込みの香野夫佐子選手と並び、「飛び込み三銃士」と称された。ベルリン五輪で史上初めてできた選手村では、日本代表の宿舎にもヒトラー・ユーゲントが配属され、選手の給仕係を務めた。礼子はドイツで目にしたアドルフ・ヒトラー総統について、「ぐにゃっとした感じの男」と回想している。別の日にはベニート・ムッソリーニ伊首相とも握手を交わしている。また、ヨーゼフ・ゲッベルス宣伝大臣主催の食事会にも日本女子水泳選手団の一員として姉妹揃って招待されている。選手団は着物を着て出席した。この際、日本側から「日本人形」をゲッベルスの娘に贈呈したが、ゲッベルスから「私の分はないのかね？」と尋ねられたという。
日本選手団は船で帰途についた。途中、イギリス、フランス、エジプトを巡り、スエズ運河を通って、英領シンガポール、上海租界に立ち寄っている。船はさながら豪華客船のようであり、船上の水泳場や打球の練習場で日本選手団が楽しむ様子や遊戯に興じる様子も写真として残っているほか、船の甲板上やスフィンクスや上海の日本租界にあった上海神社を背景に撮られた集合写真も残っている。

### 戦争へ
政代は帰国後、1940年東京オリンピック出場を再び目指すも、戦争のため1938年（昭和13年）に中止が決定。この流れについて同年、当時の体育専門紙に「社会情勢が競技活動普及を阻害している」旨を寄稿している。以後、監督として1940年頃まで競技人生を過ごす。
一方、礼子は1940年（昭和15年）に職場結婚し、北京や天津に移り住んだ。
1941年（昭和16年）、政代は満州飛行機製造で勤務していた井川晴雄と結婚。井川も早稲田大学ラグビー蹴球部の選手であり、アスリート夫妻だった。その後も選手として国内大会に出場し、8月の「東京選手権」では高飛び込み、飛び板飛び込み両方で優勝している。結婚後、奉天に移住。翌1942年（昭和17年）9月、長女である章子を出産した。1943年（昭和18年）頃には関東軍から招集を受けた夫とともに孫呉に移住。政代も軍属となり、孫呉陸軍兵器廠にてタイピストとして勤めたが、1944年（昭和19年）に夫、晴雄が南方グアムで戦死。
礼子も夫に赤紙（召集令状）が届くと、日本の敗戦を察した親しかった現地の中国人の勧めによって、同年に日本に帰国。千葉空襲により被災した。

### 戦後
政代は敗戦を娘とともに孫呉で迎え、夫の戦死を知らぬまま、それから約半年後の1946年（昭和21年）1月に奉天（現：瀋陽）の日本人難民収容所で32歳の若さで病死した（名目上は1月1日。孫呉陸軍兵器廠での戦病死となっている）。その後、29日には娘、章子も病死した。死因は2人とも発疹チフスとされている。政代はオリンピック出場時に撮影された妹、礼子との写真をブラジャーの内側に入れ、死の最後まで文字通り肌身離さず身につけていた。死を看取っていた収容所の日本人が帰国時に福岡の朝日新聞西部本社に身元確認のため、その写真を預けたところ、同じ水泳選手で、ともにベルリン五輪に出場した前畑秀子の証言によって身元が判明した。後に、靖國神社に合祀されている。
礼子は戦後、復員した夫と姑、3人の子どもと暮らしつつ、YWCAで80歳まで45年間、水泳の指導者を務め、中央大学でも監督として高飛び込みの指導を行った。「姉が生きていたら一緒にコーチをしていたかもしれない」と口にしたという。晩年は世界マスターズ水泳選手権にも約10年出場し、2000年（平成12年）のミュンヘン大会では85歳から89歳までが出場する区分で2位を獲得している。2010年（平成22年）に94歳で死去した。